# Libor Polomský
Libor Polomský (* 29. července 1973) je bývalý český fotbalista, záložník.

## Fotbalová kariéra
Hrál za SK Hradec Králové, FC Dukla Příbram, FK Mladá Boleslav, SK Dynamo České Budějovice a FK Baník Most 1909. V české lize nastoupil ve 20 utkáních a dal 1 gól.

## Ligová bilance
| Ročník                          | Zápasy | Góly | Klub                       |
| ------------------------------- | ------ | ---- | -------------------------- |
| 1. česká fotbalová liga 1993/94 | 1      | 0    | SK Hradec Králové          |
| 2. česká fotbalová liga 1994/95 | -      | 0    | SK Pardubice               |
| Česká fotbalová liga 1995/96    | -      | 2    | FK Dukla Praha             |
| 1. česká fotbalová liga 1996/97 | 7      | 0    | SK Hradec Králové          |
| 2. česká fotbalová liga 1996/97 | 9      | 1    | FC Dukla                   |
| Gambrinus liga 1997/98          | 4      | 0    | FC Dukla Příbram           |
| Česká fotbalová liga 1997/98    | -      | 3    | FC Dukla Příbram „B“       |
| 2. česká fotbalová liga 1998/99 | 28     | 1    | FK Mladá Boleslav          |
| 2. česká fotbalová liga 1999/00 | 12     | 7    | FK Mladá Boleslav          |
| Gambrinus liga 1999/00          | 8      | 1    | SK Dynamo České Budějovice |
| 2. česká fotbalová liga 2000/01 | 26     | 1    | FC MUS Most                |
| 2. česká fotbalová liga 2001/02 | 20     | 2    | FC MUS Most                |
| 2. česká fotbalová liga 2002/03 | 27     | 3    | FC MUS Most                |
| 2. česká fotbalová liga 2003/04 | 2      | 0    | FC MUS Most                |
| CELKEM 1. liga                  | 20     | 1    |                            |